# Abelardo (football)
Pour les articles homonymes, voir Abelardo.
Abelardo, de son nom complet Abelardo Fernández Antuña, né le 19 avril 1970 à Gijón, est un footballeur international espagnol reconverti en entraîneur.

## Carrière

### Joueur
Ce défenseur central, reconnaissable à son crâne chauve, a porté les couleurs de l'équipe d'Espagne à 54 reprises (3 buts). Il a remporté la médaille d'or aux Jeux Olympiques de 1992 et disputé deux phases finales de Coupe du monde (1994 et 1998).
Abelardo a connu trois clubs dans sa carrière : le Sporting de Gijón, le FC Barcelone et le Deportivo Alavés. Il prend sa retraite sportive en 2003.

### Entraîneur
Après avoir entraîné l'équipe réserve du Sporting de Gijón, Abelardo devient entraîneur de l'équipe première le 4 mai 2014. Le 7 juin 2015, il obtient la promotion en première division avec le Sporting. Il est limogé en janvier 2017 en raison des résultats.
Le 1er décembre 2017, il rejoint le Deportivo Alavés, lanterne rouge au classement de la première division espagnole. Son arrivée au club fait des miracles et Alavés remonte au classement en remportant quatre matches de ses six premiers matchs. Après une bonne saison 2018-2019 qui voit le club terminer près des places européennes, Abelardo quitte le club pour affronter de nouveaux défis. C'est Asier Garitano qui lui succède sur le banc d'Alavés.
Le 27 décembre 2019, il devient l'entraîneur de l'Espanyol de Barcelone, lanterne rouge du championnat après 18 journées. Le 27 juin 2020, alors que la fin du championnat a été reporté à début juin en raison de la pandémie de Covid-19, Abelardo est démis de ses fonctions à cause des mauvais résultats sportifs et de la volonté du club, lanterne rouge du classement, de se maintenir en première division. Il totalise 17 matches avec les Pericos pour cinq victoires, cinq nuls et sept défaites.
Le 12 janvier 2021, Abelardo retourne au Deportivo Alavés après un premier passage entre 2017 et 2019, alors que le club est à la peine en Liga. Il fait suite à Pablo Machín, entraîneur qu'il a auparavant remplacé à l'Espanyol en décembre 2019. Abelardo est limogé le 5 avril 2021.

## Palmarès

### Joueur

#### Avec leFC Barcelone
- Championnat d'Espagne (2) : 1998 et 1999
- Coupe d'Espagne (2) : 1997 et 1998
- Supercoupe d'Espagne (2) : 1994 et 1996
- Coupe d'Europe des vainqueurs de coupes (1) : 1997
- Supercoupe de l'UEFA : 1997

#### Avec l'Espagne
- Médaille d'or aux Jeux olympiques de 1992
- 54 sélections et 3 buts entre 1991 et 2001

### Entraîneur

#### Avec leSporting de Gijón
- Promotion en première division : 2015
- Trophée Miguel Muñoz de meilleur entraîneur de D2 : 2015